# Maryland Pride
Maryland Pride war ein US-amerikanisches Frauenfußball-Franchise mit Sitz im Howard County im Bundesstaat Maryland.

## Geschichte

### Anfänge und Zeit in der W-League
Das Franchise wurde bereits im Jahr 1994 gegründet und war Teil einer Test-Runde für die im nächsten Jahr startende zweitklassige USL W-League. Zu dieser Zeit trug es noch den Namen Baltimore Lady Bays. So wurde man auch Gründungsmitglied der neuen Liga und platzierte sich in der ersten Saison mit 37 Punkten in seiner Saison aber auch nur auf dem sechsten Platz. Zur Folgesaison 1996 nahm das Franchise nun den letztendlichen Namen Maryland Pride an. Hier gelang mit 27 Punkten nun auch als Erster der Division der Einzug in die Playoffs. Nach einem 4:0-Sieg über die Rockford Dactyls war auch Dallas Lightning kein Gegner und so holte sich das Team mit einem 3:0-Sieg seine erste Meisterschaft.
In den nächsten Jahren schaffte es das Team dann auch immer wieder in die Playoffs. In der Saison 1997 reichte es dann noch einmal für einen dritten Platz und in der Runde 1998 für einen Vierten. Weiter ging es dann noch mit einem dritten Platz in der Saison 1999. Erstmals die Playoffs verpassen, tat man dann in der Saison 2000 nach längerer Zeit, mit 43 Punkten als Dritter deutlich. In den Runde 2001 gelang als erster der Division dann aber wieder die Teilnahme, hier war im Semifinale nach einer 0:3-Niederlage gegen die Boston Renegades jedoch wieder Schluss. Die letzte Saison in der W-League war dann die Spielzeit 2002, wo das Team mit dem dritten Platz wieder die Playoffs verpasste. Danach ging das Franchise in die Women’s Premier Soccer League über.

### Zeit in der WPSL
Die erste Saison 2003 in der neuen Liga Schloss man mit 21 Punkten als Zweiter seiner Division ab, verpasste so aber wieder einmal die Playoffs. Die Spielzeit 2004 wiederum endete mit lediglich drei Punkten für das Team auf dem fünften Platz, dies kam auch so zustande, weil der Mannschaft ein Punkt wegen Nichtantritt abgezogen wurde. Dies ging dann über die nächsten Jahre auch so weiter und es verblieb bei Einstelligen Punktzahlen und entweder einer Platzierung auf dem letzten oder Vorletztem Platz. Im laufenden Betrieb der Saison 2007 wechselte der Besitzer der Mannschaft dann und der Thunder Soccer Club übernahm. Seitdem führte das Team noch vor ihrem Namen das Kürzel TSC. Zum Ende der 2000er Jahre wurden die Punktzahlen zwar etwas besser die untersten Plätze verließ man aber nie. Nach der Saison 2010 kündigte das Franchise im Januar 2011 dann an, in der Folgesaison nicht mehr anzutreten und löste sich später auch auf.